# Štefan I. Ogrski
Štefan I. (madžarsko (Szent) István I.; latinsko Sanctus Stephanus) oziroma Sveti Štefan I., z rojstnim imenom Vajk, veliki knez Madžarov (997- 1000) in ogrski kralj (1000-1038),   pripadnik dinastije Árpádovcev in krščanski svetnik, * okoli 975, † 1038. 
Uspelo mu je okrepiti madžarski nadzor nad Karpatskim bazenom ter utrditi krščansko vero. Papež Gregor VII. ga je skupaj s sinom Emerikom 20. avgusta leta 1083 razglasil za svetnika.

## Življenje
Štefan se je okrog leta 975 kot prvorojeni sin rodil v družini  Géze, ki je bil tedaj madžarski veliki knez. Njegovo rojstno ime je bilo Vajk, kasneje pa je bil krščen kot Štefan. Da bi utrdil sinov položaj, mu je oče je uredil poroko z bavarsko princeso Gizelo. V zakonu se mu je rodil sin Emerik (Imre), ki pa je v nesreči umrl še v času Štefanove vladavine. Štefan je umrl 15. avgusta 1038. Pokopan v baziliki v Székesfehérváru.
Štefanovi moški sorodniki iz dinastije Árpádovcev:
|  |  |  |  |         |         |         |         |         |         |  |  | Árpád      |            |            |            |            |            |  |  |         |         |         |         |         |         |  |  |           |           |           |           |           |           |  |  |         |         |         |         |         |         |  |  |  |  |  |  |  |  |  |  |  |  |  |  |  |  |  |  |  |  |  |  |  |  |  |  |
|  |  |  |  |         |         |         |         |         |         |  |  |            |            |            |            |            |            |  |  |         |         |         |         |         |         |  |  |           |           |           |           |           |           |  |  |         |         |         |         |         |         |  |  |  |  |  |  |  |  |  |  |  |  |  |  |  |  |  |  |  |  |  |  |  |  |  |  |
|  |  |  |  |         |         |         |         |         |         |  |  |            |            |            |            |            |            |  |  |         |         |         |         |         |         |  |  |           |           |           |           |           |           |  |  |         |         |         |         |         |         |  |  |  |  |  |  |  |  |  |  |  |  |  |  |  |  |  |  |  |  |  |  |  |  |  |  |
|  |  |  |  | Tarhos  | Tarhos  | Tarhos  | Tarhos  | Tarhos  | Tarhos  |  |  | Jelek/Üllő | Jelek/Üllő | Jelek/Üllő | Jelek/Üllő | Jelek/Üllő | Jelek/Üllő |  |  | Zoltán  | Zoltán  | Zoltán  | Zoltán  | Zoltán  | Zoltán  |  |  | Jutas     | Jutas     | Jutas     | Jutas     | Jutas     | Jutas     |  |  | Levente | Levente | Levente | Levente | Levente | Levente |  |  |  |  |  |  |  |  |  |  |  |  |  |  |  |  |  |  |  |  |  |  |  |  |  |  |
|  |  |  |  | Tarhos  | Tarhos  | Tarhos  | Tarhos  | Tarhos  | Tarhos  |  |  | Jelek/Üllő | Jelek/Üllő | Jelek/Üllő | Jelek/Üllő | Jelek/Üllő | Jelek/Üllő |  |  | Zoltán  | Zoltán  | Zoltán  | Zoltán  | Zoltán  | Zoltán  |  |  | Jutas     | Jutas     | Jutas     | Jutas     | Jutas     | Jutas     |  |  | Levente | Levente | Levente | Levente | Levente | Levente |  |  |  |  |  |  |  |  |  |  |  |  |  |  |  |  |  |  |  |  |  |  |  |  |  |  |
|  |  |  |  |         |         |         |         |         |         |  |  |            |            |            |            |            |            |  |  |         |         |         |         |         |         |  |  |           |           |           |           |           |           |  |  |         |         |         |         |         |         |  |  |  |  |  |  |  |  |  |  |  |  |  |  |  |  |  |  |  |  |  |  |  |  |  |  |
|  |  |  |  | Teveli  | Teveli  | Teveli  | Teveli  | Teveli  | Teveli  |  |  | Ezelekh    | Ezelekh    | Ezelekh    | Ezelekh    | Ezelekh    | Ezelekh    |  |  | Taksony | Taksony | Taksony | Taksony | Taksony | Taksony |  |  | Fajsz     | Fajsz     | Fajsz     | Fajsz     | Fajsz     | Fajsz     |  |  | Tas     | Tas     | Tas     | Tas     | Tas     | Tas     |  |  |  |  |  |  |  |  |  |  |  |  |  |  |  |  |  |  |  |  |  |  |  |  |  |  |
|  |  |  |  | Teveli  | Teveli  | Teveli  | Teveli  | Teveli  | Teveli  |  |  | Ezelekh    | Ezelekh    | Ezelekh    | Ezelekh    | Ezelekh    | Ezelekh    |  |  | Taksony | Taksony | Taksony | Taksony | Taksony | Taksony |  |  | Fajsz     | Fajsz     | Fajsz     | Fajsz     | Fajsz     | Fajsz     |  |  | Tas     | Tas     | Tas     | Tas     | Tas     | Tas     |  |  |  |  |  |  |  |  |  |  |  |  |  |  |  |  |  |  |  |  |  |  |  |  |  |  |
|  |  |  |  |         |         |         |         |         |         |  |  |            |            |            |            |            |            |  |  |         |         |         |         |         |         |  |  |           |           |           |           |           |           |  |  |         |         |         |         |         |         |  |  |  |  |  |  |  |  |  |  |  |  |  |  |  |  |  |  |  |  |  |  |  |  |  |  |
|  |  |  |  | Tormás  | Tormás  | Tormás  | Tormás  | Tormás  | Tormás  |  |  | Géza       | Géza       | Géza       | Géza       | Géza       | Géza       |  |  | Mihael  | Mihael  | Mihael  | Mihael  | Mihael  | Mihael  |  |  |           |           |           |           |           |           |  |  |         |         |         |         |         |         |  |  |  |  |  |  |  |  |  |  |  |  |  |  |  |  |  |  |  |  |  |  |  |  |  |  |
|  |  |  |  | Tormás  | Tormás  | Tormás  | Tormás  | Tormás  | Tormás  |  |  | Géza       | Géza       | Géza       | Géza       | Géza       | Géza       |  |  | Mihael  | Mihael  | Mihael  | Mihael  | Mihael  | Mihael  |  |  |           |           |           |           |           |           |  |  |         |         |         |         |         |         |  |  |  |  |  |  |  |  |  |  |  |  |  |  |  |  |  |  |  |  |  |  |  |  |  |  |
|  |  |  |  | Koppány | Koppány | Koppány | Koppány | Koppány | Koppány |  |  | Štefan I.  | Štefan I.  | Štefan I.  | Štefan I.  | Štefan I.  | Štefan I.  |  |  | Vazul   | Vazul   | Vazul   | Vazul   | Vazul   | Vazul   |  |  |           |           |           |           |           |           |  |  |         |         |         |         |         |         |  |  |  |  |  |  |  |  |  |  |  |  |  |  |  |  |  |  |  |  |  |  |  |  |  |  |
|  |  |  |  | Koppány | Koppány | Koppány | Koppány | Koppány | Koppány |  |  | Štefan I.  | Štefan I.  | Štefan I.  | Štefan I.  | Štefan I.  | Štefan I.  |  |  | Vazul   | Vazul   | Vazul   | Vazul   | Vazul   | Vazul   |  |  |           |           |           |           |           |           |  |  |         |         |         |         |         |         |  |  |  |  |  |  |  |  |  |  |  |  |  |  |  |  |  |  |  |  |  |  |  |  |  |  |
|  |  |  |  |         |         |         |         |         |         |  |  |            |            |            |            |            |            |  |  |         |         |         |         |         |         |  |  |           |           |           |           |           |           |  |  |         |         |         |         |         |         |  |  |  |  |  |  |  |  |  |  |  |  |  |  |  |  |  |  |  |  |  |  |  |  |  |  |
|  |  |  |  |         |         |         |         |         |         |  |  | Emerik     | Emerik     | Emerik     | Emerik     | Emerik     | Emerik     |  |  | Levente | Levente | Levente | Levente | Levente | Levente |  |  | Andrej I. | Andrej I. | Andrej I. | Andrej I. | Andrej I. | Andrej I. |  |  | Béla I. | Béla I. | Béla I. | Béla I. | Béla I. | Béla I. |  |  |  |  |  |  |  |  |  |  |  |  |  |  |  |  |  |  |  |  |  |  |  |  |  |  |

## Dosežki

### Dosežki v splošni politiki
Géza je v skladu z evropskimi pravili o nasledstvu prestol skušal zagotoviti prvorojencu Vajku oziroma Štefanu. Po očetovi smrti je Štefan v prestolnici Esztergomu sklical madžarske velikaše in tam so ga res razglasili za velikega kneza. Zdi se, da je od očeta že podedoval dokaj utrjeno oblast. Kljub temu pa je bilo na Madžarskem še vedno močno zakoreninjeno načelo starešinstva, po katerem je oblast namesto vladarjevega otroka dedoval najstarejši član dinastije. V skladu s tem načelom se je Štefanov stric Koppány za zakonitega naslednika. S  Koppányjem so se povezali tudi nasprotniki pokristjanjevanja. Med Štefanom in Koppányjem prišlo do spora, v katerem pa se je Štefan oslonil na svoje nemške vojake oziroma na po nemških zgledih osnovano težko konjenico, ki je nasprotnike pognala v beg.   V boju s Štefanovo vojsko je uporni sorodnik leta 898 padel. Da bi prestrašili druge nasprotnike, so Koppányjevo truplo so razčetverili in izobesili na grajska vrata štirih najpomembnejših madžarskih gradov:
Po tej zmagi so bili Štefanovi cilji utrditev notranjega miru in krščanskega kraljestva navzven, izoblikovanje samostojne cerkvene organizacije in kronanje. Ker mu je uspelo vzpostaviti ugodne odnose s svetorimskim cesarjem Otonom III. kot tudi z bizantinskim cesarjem, je postala mogoča ustanovitev samostojne madžarske države.
Vprašanje kako je Štefan prišel do ogrske krone, ni zadovoljivo pojasnjeno. Tradicionalna razlaga na podlagi zakasnelega vira iz leta 1100 pravi, da je Štefan krono dobil neposredno od rimskega papeža. Po tej tradicionalni razlagi je Štefan leta 1000 lahko zaobšel svetorimskega cesarja in za krono zaprosil neposredno rimskega papeža. S krono, ki je tedaj predstavljala tako posvetno kot duhovno oblast, in ki naj bi mu jo podelil papež Silvester II., je uspel utrditi položaj ogrskega vladarja. Ogrski kralj je tako priznal le podrejenost papežu, podrejenosti svetorimskemu cesarju pa ne,  zato se je v nasprotju s tedanjo Poljsko in Češko uspel izogniti nemškim vplivom. Temu nacionalnemu mitu lahko zoperstavimo vir iz časa Štefanovega kraljevanja. Thietmar iz Mersenburga (?-1018) namreč poroča, da je krono in blagoslov Štefanu poslal svetorimski cesar Oton III. (983-1002), kar verjetno pomeni, da je Štefan ob kronanju postal vazal Svetega rimskega cesarstva. To trditev lahko podpremo tudi z dejstvom, da je Štefan kot simbol svoje oblasti uporabljal kraljevsko kopje (lancea regis), ki mu ga je dal svetorimski cesar Oton III., na kraljevih novcih pa se š leta 1031 namesto krone kot simbol oblasti pojavlja prav to kopje. Dejstvo pa je po drugi strani tudi to, da iz tega časa nimamo nobenega dokaza o vazalnem statusu Ogrskega kraljestva. Po drugi strani temu, od kod so prišla znamenja kraljevske oblasti, verjetno ne bi smeli dajati preveč poudarka. Če na vso zadevo gledamo iz drugega zornega kota, je skoraj istočasno z ogrsko nastala poljska kraljevina, kar v prvi vrsti odraža hotenje lokalnih vladarjev po širitvi krščanskega vpliva, kar sta podpirala tako cesar kot papež- zato sta obe kronanji minili z blagoslovom obeh. Kakorkoli že- Štefan je bil za ogrskega kralja okronan bodisi 25. decembra 1000  ali pa 01. januarja 1001. Na podlagi Štefanovega kronanja se je na Ogrskem uveljavil obred, po katerem je kralja kronal eszstergomski nadškof v mestu Székesfehérváru (»belem stolnem mestu«) in v času obstoja ogrskega kraljestva je bilo le nekaj primerov, ko so odstopili od tega obredja in to je vedno povzročilo burne notranjepolitične konflikte.
Po kronanju je Štefan svojo oblast skušal okrepiti tudi nad celotnim ogrskim ozemljem, kar je privedlo do konflikta na vzhodnem delu ogrskega kraljestva. Erdeljski Gyula , ki je bil po materini strani Štefanov stric, in njegov sosed Ajtony sta samostojno vladala v porečju Mureša, okrog sebe zbirala pristaše starega reda, obenem pa sta nadzirala tovorjenje soli iz transilvanskih rudnikov.  Erdeljski Gyula se je Štefanu predal že leta 1003, Štefan pa ga je pomilostil. Kasneje, leta 1008  morda pa šele leta 1018 ali celo šele leta 1028. je tudi s pomčjo Gyule premagal še Ajtonyja, ki ga je dal usmrtiti.
Štefan se je nato lotil obsežne upravne in zakonodajne preureditve mladega kraljestva. Njegovo kraljestvo je bilo razdeljeno na velika upravna ozemlja- tim. »kraljeve županije« (király vármeyék), to je na nekakšne ogrske grofije. Županije, v katerih so bili najštevičnejši prebivalci tlačani in sužnji, so praviloma nastale na ozemlju enega rodu, pri čemer so dve tretjini ozemlja so lahko obdržali dotedanji lastniki (plemstvo), tretjino pa si je prilastil kralj. S prilastitvijo velikega dela županijskega ozemlja je za Štefana dinastija Árpadovcev postala največji posestnik v deželi. Upravna in zakonska oblast županije je bila v rokah župana, ki je na območju županije zastopal kralja, svoje delo pa je le-ta opravljal s pomočjo svobodnih podložnikov, ki so imeli orožje (várjobbágyok), in s pomočjo »grajske« vojske.Dva do tri naselja v županiji so dodelili kraljevi straži (miles), iz katere so se kasneje oblikovali serviensi (ogrsko nižje in srednje plemstvo). Sistem kraljevih županij se je obdržal vse do nastanka tim. »plemiških županij« v 14. stoletju. Vodilno upravno telo v državi pa je bilo kraljevi svet (király tanácz), v katerem so sedeli skoraj vsi škofje in župani županij (megyésispánok). Pomembno vlogo v svetu je igral palatin (nádor), to je kraljevi namestnik, ki je bil krati tudi glavni sodnik na kraljevem dvoru. Prestolnica je bila v mestu Esztergom. Skupaj s kraljevim svetom je Štefan izdal dva kratka zakonika,   ki veljata za prva pisna zakona v madžarski zgodovini.  urejala sta lastninske in verske zadeve, pri tem pa presegala dotedanje izročilo klanskega maščevanja in reševanja pritožb s pogajanji.
Ogrsko kraljestvo je bilo med najmogočnejšimi kraljestvi tistega časa, uživala je veliko samostojnost in podporo iz Rima, pri čemer je bil bizantinski vladar Bazilij II. zanesljiv zaveznik, cesar Henrik pa njegov svak. Štefan je leta 1018 pomagal Baziliju II. v bojih proti makedonskim Bolgarom carja Samuela, pri čemer se je tudi sam okoristil s Samuelovim padcem. Cesar Henrik pa mu je pomagal ponovno zavzeti ozemlja, ki mu jih je začasno odvzel poljski kralj Boleslav. Ko je leta 1024 umrl cesar Henrik, je Štefan zaradi dinastičnih vezi za svojega sina skušal pridobiti vojvodino Bavarsko. To je sprožilo spore z Nemci. Leta 1030 je Štefana napadel novi svetorimski cesar Konrad, a je bila Ogrska tedaj že tako okrepljena, da se je Štefan pred njegovo vojsko uspel obraniti.
Štefan je v skladu z načelom primogeniture za naslednika imenoval svojega sina Emerika  in je zanj dal sestaviti »Opozorila«, s katerimi mu je skušal predstaviti osnovna  pravila vladanja. Med drugim je kraljeviču naložil, da mora skrbeti za to, da je njegovo vojaško spremstvo večjezično, saj da so kraljestva, ki se zanašajo le na podporo vojakov enega jezika, šibka. Toda Emerika je leta 1031 med lovom smrtno ranil merjasec in kraljestvo je ostalo brez možnosti za dedovanje po načelu primogeniture. Štefanu tako ni uspelo trajno utrditi dedovanja po vladarjevem sinu, kar je imelo zaradi nenehnih sporov za nasledstvo v času njegovih naslednikov iz dinastije Árpadovcev usodne posledice. Sprva je neuspešno iskal novega naslednika, nazadnje pa je za naslednika je določil nečaka  Petra Orseola, ki je bil sin Štefanove sestre in beneškega doža. Dedovanje oblasti po ženski liniji je bila novost, ki je veliko podanikov ni hotelo sprejeti. Po starem načelu starešinstva (szeniorátus) je vladarjev sorodnik Vazul prav tako računal na nasledstvo. Ker pa je imel Vazul odklonilen odnos do krščanstva, se Štefanu ni zdel primeren naslednik. Vazul je proti Štefanu skoval zaroto in se mu uprl, toda Štefanu je uspelo Vazula zajeti, dal ga je oslepiti, Vazulovi sinovi pa so pobegnili iz kraljestva.  Ustvarjanje ogrske države je hkrati pomenilo davčne pritiske na revno prebivalstvo in omejevanje moči plemstva. V takih negotovih razmerah se je leta 1038 Štefanovo kraljevanje zaključilo z njegovo smrtjo.

### Utrditev krščanstva
Štefan je bil v svoji večidel še poganski deželi podpornik krščanske cerkve, od katere je tudi sam dobival podporo. Tako mu je npr. tako pri kronanju kot pri ustanovitvi pri ustanovitvi prve madžarske nadškofije pomagal misijonar Astrik (Asztrik). Štefan je ustanovil deset škofij, izmed njih pa sta bili Esztergom in Kalocsa sedeža nadškofij. Štefan je ustanovil tudi več cerkva in samostanov. Določil je, da mora vsakih deset naselij na kraljeve stroške postaviti cerkev, za opremo in delovanje pa je morala poskrbeti cerkvena oblast. Z grožnjo kazni  je vladar določil , da je obiskovanje cerkve obvezno in je prepovedal delo ob nedeljah. Štefan je spodbujal tudi širjenje samostanov. V njegovem času so ustanovili tudi najstarejše oblike madžarskih cerkvenih šol, ki se pojavijo že leta 1008.

### Razglasitev za krščanskega svetnika
Kralj Štefan je bil zaradi zaslug pri pokristjanjevanju Madžarov 1083 razglašen za svetnika.

## Kralj Štefan I. v umetnosti
Kralj Štefan predstavlja priljubljeno tematiko za umetniško ustvarjalnost. Že Ludwig van Beethoven je ustvaril glasbeno delo »Uvertura kralja Štefana«. Pomen kralja Štefana kot teme za umetnišk ustvarjalnost se je zelo povečal od začetka 19. stoletja naprej, ko je nastopilo obdobje nacionalizma. Zelo znana upodobitev kralja štefana iz tega časa prihaja iz leta 1875, ko je slikar Gyula Benczúr ustvaril sliko »Vajkov krst«. Leta 1885 je madžarski skladatelj Ferenc Erkel ustvaril opero »István király«.  Tudi v sodobnem času je nastalo več umetniških del s tovrstno tematiko, npr. rock opera »István, a király« Leventa Szörényija in Jánosa Bródyja.